# Edelspacher Antal
Gyoroki Edelspacher Antal (Arad, 1846. április 14. – Budapest, 1894. szeptember 4.) nyelvész, orientalista, fordító.

## Életpályája
Szülei: Edelspacher Imre (1807–1881) földbirtokos és Bánhidy Vilma (1811–1863) voltak. Lőkösházán kezdett tanulni; Aradon érettségizett 1866-ban. A pesti egyetemen jogot tanult, közben nyelvészettel is foglalkozott. A honvédelmi minisztériumban betöltött állásáról lemondott és európai tanulmányútra ment (Franciaország, Németország, Oroszország); több nyugati és keleti nyelvet megtanult. A sok munka s kedvezőtlen családi viszonyai következtében elméje elborult. 1880–1894 között a budapesti Schwartzer-féle elmegyógyintézetben élt.
Beszélt franciául, németül, svédül, oroszul, ezenkívül a török, perzsa, arab és finn nyelveket ismerte. Tudományos munkásságának elismeréséül több külföldi társulat tagjai sorába választotta. Összehasonlító nyelvészettel, fordításokkal foglalkozott. Ő fordította Schleicher Ágost munkáit.

## Művei
- A bán szó eredete (Pest, 1872)
- A szláv elemek az újgörög nyelvben (Budapest, 1873)
- Rumun elemek a magyar nyelvben (Budapest, 1875)
- Egy ismeretlen magyar orientalista (Budapest, 1876)
- Ibn Dastah. A magyar történelemre vonatkozó legrégibb följegyzés szerzője (Budapest, 1878)
- Dentek és magyarok. Magyar őstörténelmi vázlat (Budapest, 1878)
- A nyelvészet és a természettudományok (Budapest, 1878)
- Darwin és a nyelvtudomány (Budapest, 1878)